# Jamie Crombie
Jamie Crombie (* 13. September 1965 in Vermont) ist ein ehemaliger US-amerikanisch-kanadischer Squashspieler.

## Karriere
Jamie Crombie war in den 1990er- und 2000er-Jahren auf der PSA World Tour aktiv. In dieser Zeit gewann er fünf Titel auf der Tour. Seine höchste Platzierung in der Weltrangliste erreichte er mit Rang 32.
Mit der kanadischen Nationalmannschaft nahm er 1985, 1987, 1989, 1991, 1993 und 1995 an der Weltmeisterschaft teil. Mit der US-amerikanischen Nationalmannschaft folgten weitere Teilnahmen in den Jahren 2003 und 2007. Bei Panamerikanischen Spielen gehörte er 1995 und 1999 zum kanadischen Kader. Mit der Mannschaft gewann er beide Male die Goldmedaille, im Einzel errang er 1995 Bronze. 2007 nahm er nochmals als Teil des US-amerikanischen Kaders an den Spielen teil.
1997 und 1998 wurde er jeweils hinter Graham Ryding kanadischer Vizemeister. Er erreichte 23 Jahre in Folge immer mindestens das Viertelfinale bei den kanadischen Meisterschaften. 1994 wurde er Panamerikameister im Einzel. Von 1986 bis 1989 studierte er an der University of Western Ontario und schloss ein Wirtschaftswissenschaftsstudium mit dem Bachelor ab. Nach seiner Spielerkarriere begann er in den Vereinigten Staaten als Squashtrainer zu arbeiten.

## Erfolge
- Panamerikameister: 1994
- Gewonnene PSA-Titel: 5
- Panamerikanische Spiele: 2 × Gold (Mannschaft 1995 und 1999), 1 × Bronze (Einzel 1995)
- Kanadischer Vizemeister: 1997, 1998